# サタデー・ナイト・フィーバー
『サタデー・ナイト・フィーバー』（英: Saturday Night Fever）は、1977年製作のアメリカ映画である。監督はジョン・バダム。ジョン・トラボルタの出世作である。

## 概要
音楽と映画を融合した本作は1960年代に巻き起こったディスコブームを再燃させ、劇中に挿入されたビー・ジーズ（BEE GEES）のディスコ・サウンドによるフィーバー現象は、現在のダンス・ミュージックへつながる。映画を製作したRSOレコードはその年の総売上は3兆5000億円と公表した。
RSOレコードのロバート・スティッグウッドは土曜日の夜にディスコに集まる若者たちを取材した雑誌の風俗記事を題材に、主演は新人のトラボルタ、監督はテレビ劇映画出身のバダムを選んだ。
ビージーズを含めたサウンドトラック『サタデー・ナイト・フィーバー』が24週1位となって以来、『フラッシュダンス』『フットルース』『ダーティダンシング』など1980年代ダンス映画のサウンドトラックがヒットする現象が生まれた。
サントラがヒットするまでに、RSOレコードのロバート・スティッグウッドはラジオ局で繰り返し曲を流させた。当時、レコード会社がラジオ局へ曲をオンエアさせるために自己の会計から支出する“ペイオラ”は禁じられていたが、独立プロモーターを経由している場合は抜け道になっていた。
映画は『サタデーナイト』という題で企画が転がり始めた。ベイ・シティ・ローラーズが1976年に同名の「サタデー・ナイト」をヒットさせていたため、ビージーズは映画用の曲の一つに『ナイトフィーバー』と名付けた。スティッグウッドは映画を『サタデーナイトフィーバー』に変更させた。
1970年代のアメリカ社会を背景に、「行き場のない青春のエネルギー」をディスコで踊ることで晴らす惰性の生活を送っていたジョン・トラボルタ演ずる青年トニーが、ディスコで出会った女ステファニーの生き方に心を開かれ、新しい生活へ目覚めて大人へ脱皮していくさまを描く。週末ごとに行くディスコが主な舞台の映画。

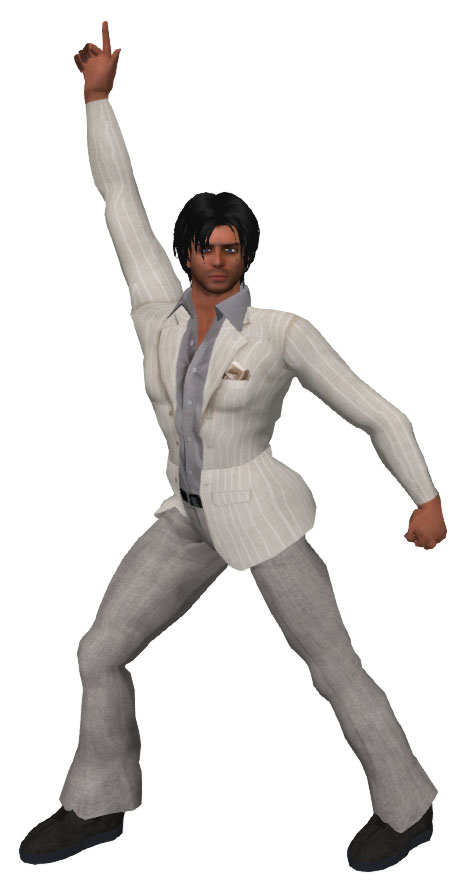
決めポーズ

裕福な住人も多い華やかな都会的なマンハッタンと、ブルックリン橋を渡ったらすぐの位置にある、労働者の街であるブルックリンとが対比して描かれており、単なる娯楽映画ではなく当時のアメリカの格差社会を風刺した映画でもある。
この映画のトラボルタの風貌や決めポーズ、映画に使われたディスコ・ミュージックが世界的に人気になり、ディスコ文化を取り巻くファッションやサブカルチャーといった世界の若者文化に大きな影響を与えた。
日本の赤ベコにインスパイアされた赤い牛のロゴ、RSOレコードを率いたロバート・スティッグウッドの戦略が嵌まり、映画のサウンドトラック『サタデー・ナイト・フィーバー』は驚異的な売上を記録し、なかでも作中で「ステイン・アライヴ」などBillboard Hot 100 1位6曲を含む7曲を提供したビージーズはその人気を不動のものにした。
日本ではこの映画の影響でディスコ・ダンスで踊り、熱狂することを指す「フィーバーする」という言葉（和製英語）が生まれた。転じてパチンコでの大当たりのシステムでも「フィーバー」という言葉が使われるようになった。

## キャスト
| 役名         | 俳優                   | 日本語吹替                                                                            | 日本語吹替 | 日本語吹替 |
| 役名         | 俳優                   | ソフト版                                                                              | テレビ朝日版 |            |
| ------------ | ---------------------- | ------------------------------------------------------------------------------------- | --- | ---------- |
| トニー       | ジョン・トラボルタ     | 三木眞一郎                                                                            | 郷ひろみ |            |
| ステファニー | カレン・リン・ゴーニイ | 加藤ゆう子                                                                            | 鈴木弘子 |            |
| ボビー       | バリー・ミラー         | 上田祐司                                                                              | 塩屋翼 |            |
| ジョーイ     | ジョセフ・カリ         | 川村拓央                                                                              | 田中秀幸 |            |
| ダブルJ      | ポール・ベイブ         | 望月健一                                                                              | 石丸博也 |            |
| アネット     | ドナ・ペスコウ         | 山田美穂                                                                              | 藤田淑子 |            |
| その他       | N/A                    | 谷昌樹 津田真澄 室園丈裕 佐藤晴男 飯島肇 大川透 園部啓一 麻生まどか 福島おりね 城雅子 | 沼波輝枝 沢井正延 冨永みーな 前沢迪雄 伊武雅刀 安原義人 藤本譲 滝雅也 片岡富枝 横尾まり 八幡いずみ 久保晶 上山則子 広瀬正志 小比類巻孝一 |            |
| 演出         | 演出                   | 鍛治谷功                                                                              | 佐藤敏夫 |            |
| 翻訳         | 翻訳                   | おぐちゆり                                                                            | 篠原慎 |            |
| 調整         | 調整                   |                                                                                       | 山下欽也 |            |
| 効果         | 効果                   |                                                                                       | 遠藤堯雄 桜井俊哉 |            |
| 解説         | 解説                   |                                                                                       | 淀川長治 |            |
| 制作         | 制作                   | ムービー テレビジョン                                                                 | 東北新社 |            |
| 初回放送     | 初回放送               |                                                                                       | 1981年4月5日 『日曜洋画劇場』 |            |

## ストーリー
ブルックリンのペンキ屋で働くトニーは、変わりばえのない毎日の生活にうんざりしていた。そんな彼の生き甲斐は土曜日の夜（サタデーナイト）にディスコで踊り明かすことだけ。ある日、ディスコで年上の女ステファニーに出会う。同じブルックリンで生まれながらもインテリで自立し、将来設計を持つマンハッタンのステファニーに影響されたトニーは、自分の生き方を考え直すようになる。やがてステファニーとの生活を夢見て、ディスコで行なわれる賞金付きダンスコンテストへの出場を決意する。

## 豆知識
- トニーの部屋に映画『ロッキー』のポスターが貼ってあるシーンがあるが、6年後、そのロッキーで主演したシルベスタ・スタローンの監督、脚本でサタデー・ナイト・フィーバーの続編である『ステイン・アライブ』が撮られている。また、女の子からアル・パチーノに似ていると言われ、トニーが「アル・パチーノ！アル・パチーノ!」と連呼して喜ぶシーンがあるが、2013年公開の映画『Gotti: Three Generations』で共演している。
- DVD特典映像の「削除されたシーン」では、以下のカットされた3シーンを見ることが出来る。
  - トニーがステファニーを車で家まで送るシーン。車の中でのキスシーンがありトニーはステファニーと関係を持とうとするが拒絶される。これがのちに、コンテスト後車の中でステファニーに迫ろうとして「いつまで待てばいいんだ」の台詞に結びつく。
  - トニーがステファニーの部屋を訪れるが入室を拒まれるシーン。
  - トニーの父親が会社から再雇用の電報を受け取るシーン。喜ぶ父母に対し、トニーは「食事代は家に入れないからな」と言う。
- 2022年4月8日、『サタデー・ナイト・フィーバー ディレクターズカット 4Kデジタルリマスター版』がリバイバル上映された[4]。

## 続編
1983年にはシルベスター・スタローン監督で続編にあたる『ステイン・アライブ』が製作された。

## ミュージカル
1998年にはミュージカル版も制作されている。2003年に新宿コマ劇場において日本人キャストによるミュージカル版が公演された。